# Músculo risório
O músculo risório é um pequeno músculo da face localizado próximo aos lábios, nas partes laterais do canto da boca. Ele é muito variável e inconsistente, e acredita-se que ele seja encontrado exclusivamente em macacos africanos e em humanos. 
1. ↑  «Músculo risório». Kenhub. Consultado em 11 de junho de 2025